# ویلیامزبرگ (فلوریدا)
ویلیامزبرگ (به انگلیسی: Williamsburg) یک منطقهٔ مسکونی در ایالات متحده آمریکا است که در شهرستان اورنج، فلوریدا واقع شده‌است. ویلیامزبرگ ۹٫۷ کیلومتر مربع مساحت و ۷٬۶۴۶ نفر جمعیت دارد و ۲۷ متر بالاتر از سطح دریا قرار دارد.